# Sepp Kuss
Sepp Kuss, né le 13 septembre 1994 à Durango, est un coureur cycliste américain.
Pur grimpeur, spécialiste des grands tours et « super-équipier », il a notamment remporté le Tour d'Espagne en 2023, une étape du Tour de France en 2021 ainsi que deux étapes et un contre-la-montre par équipes du Tour d'Espagne.

## Biographie

### Début de carrière
Sepp Kuss est le fils de Dolph Kuss, ancien entraîneur de l'équipe olympique de ski nordique des États-Unis dans les années 1960 et 1970. Alors étudiant à l'Université du Colorado, il remporte en 2014 et 2015 le championnat national de VTT Cross Country. Il concentre à ce moment-là ses efforts sur le VTT mais apprécie également le cyclisme sur route, discipline dans laquelle il affirme vouloir progresser le plus possible et obtenir des résultats probants.
En 2016, il intègre l'équipe continentale Rally Cycling, équipe dans laquelle il roulera notamment aux côtés de son compatriote Brandon McNulty. Au mois d'août 2017, il se classe neuvième du Tour de l'Utah. Repéré par le staff de Lotto NL-Jumbo sur le Tour de Californie 2017 qu'il termine à la 28ème place, il intègre l'effectif de l'équipe néerlandaise pour un contrat de deux ans.

### 2018-2022: mue en lieutenant de luxe
En août 2018, il remporte trois étapes ainsi que le classement général du Tour de l'Utah.
En septembre 2019, il remporte sa première victoire sur un grand tour en gagnant la 15e étape de la Vuelta avec une arrivée en altitude au Sanctuaire de Notre-Dame del Acebo (es). Il se classe 29ème au classement général, à 1h35 de son leader et vainqueur de la Vuelta Primož Roglič.

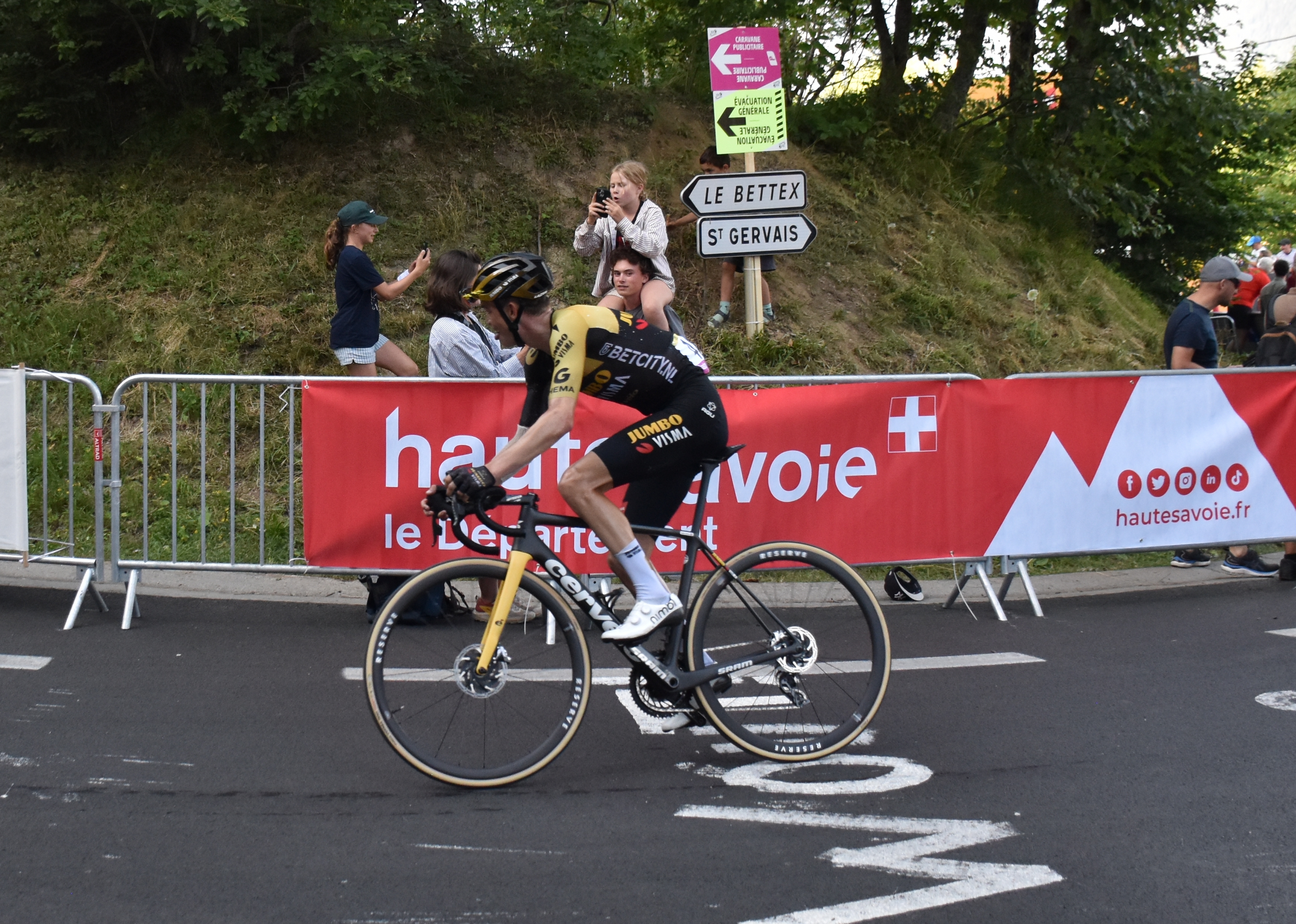
Sepp Kuss lors du Tour de France 2023

En août 2020, il remporte la 5e étape du Critérium du Dauphiné, tracée autour de Megève. En septembre de la même année, Sepp Kuss effectue son premier Tour de France, reporté en raison de la pandémie de Covid-19, terminant l'épreuve à la 15ème place, avec une notable 4ème place sur l'étape 17 entre Grenoble et le Col de la Loze,. Il prend ensuite le départ du Tour d'Espagne en tant qu'équipier du vainqueur sortant Primož Roglič, et prend la 16ème place du classement général. 
En mars 2021, la prolongation de son contrat avec l’équipe Jumbo-Visma jusqu'en fin d'année 2024 est annoncée. En juillet, il remporte en solitaire la 15e étape du Tour de France, après avoir été membre d'une échappée de 32 coureurs. Il s'impose à l'issue d'une attaque à 5 kilomètres du sommet de la dernière ascension de la journée, le Col de Beixalis et résiste au retour de l'Espagnol Alejandro Valverde dans les 15 derniers kilomètres. Avec cette victoire, Kuss devient le premier Américain à remporter une étape du Tour de France depuis Tyler Farrar en 2011. Aligné ensuite sur le Tour d'Espagne, il occupe un rôle d'équipier de Roglič, qui vise un troisième titre consécutif sur cette course. Kuss commence la course en réalisant le meilleur temps dans la montée du contre-la-montre inaugural et prend la tête du classement de la montagne pendant deux jours. Durant les trois semaines, il se montre comme l'un des coureurs les plus forts de la course et un équipier utile pour Roglič. Lors de la 17e étape avec une arrivée aux Lacs de Covadonga, il se classe deuxième de l'étape derrière son leader. Il termine la course à la huitième place du classement général, son premier top 10 dans un grand tour, alors que Roglič gagne sa troisième Vuelta.
Il participe à son troisième Tour de France en 2022. Souvent dernier équipier aux côtés de son leader Jonas Vingegaard en montagne, il prend la 17ème place du classement général. Lors du Tour d'Espagne 2022, il remporte le contre-la-montre par équipes. Fiévreux, il est non-partant lors de la neuvième étape.

### 2023: d'équipier modèle à vainqueur de la Vuelta

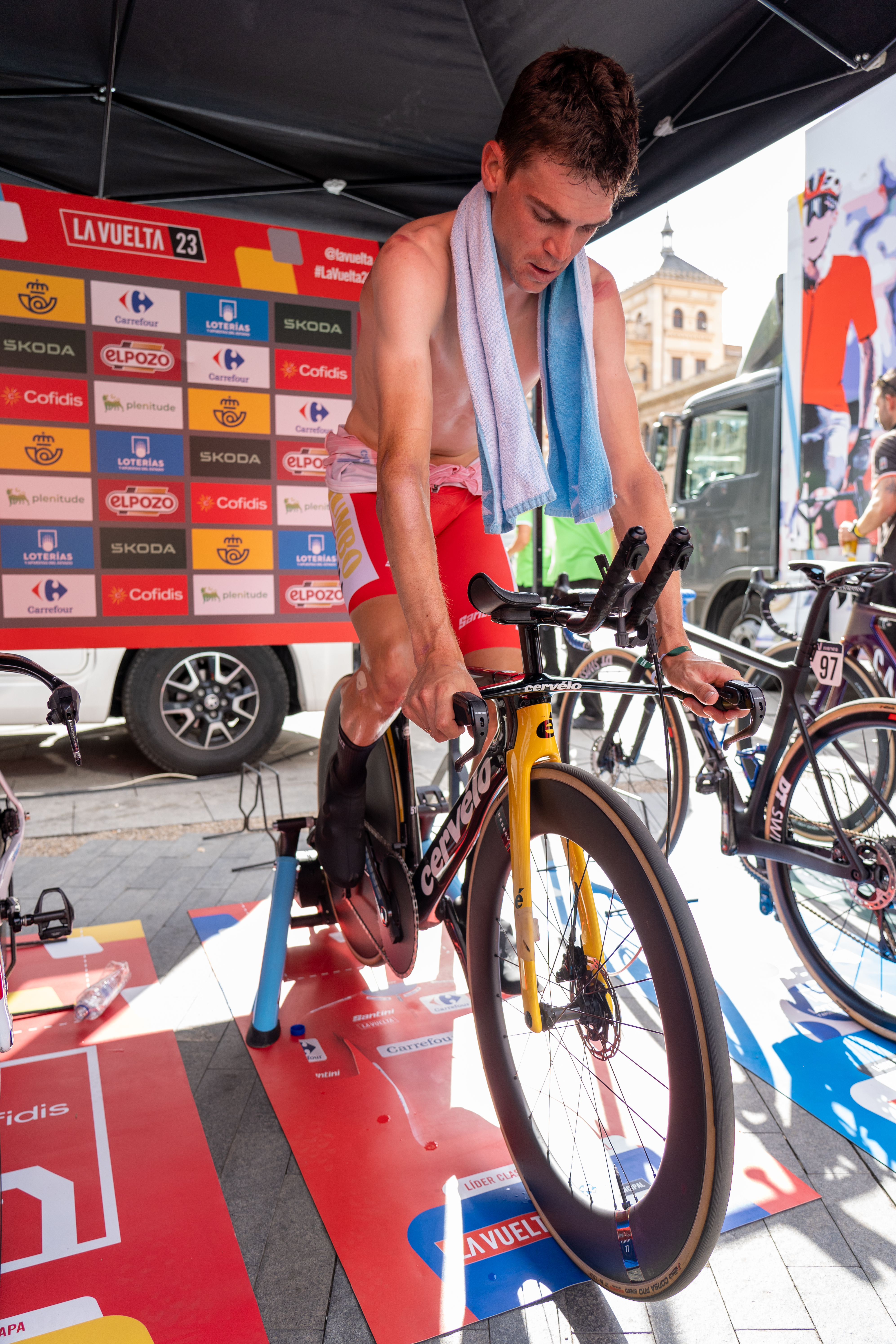
Sepp Kuss à l'issue du contre-la-montre de la 10e étape du Tour d'Espagne 2023 à Valladolid en combinaison de contre-la-montre

Son année 2023 débute avec l'UAE Tour, dont il prend la 5e place du classement général. Il assiste ensuite Primož Roglič sur ses victoires lors du Tour de Catalogne et du Tour d'Italie, avant de prendre le départ du Tour de France en soutien au vainqueur sortant Jonas Vingegaard. Il se révèle décisif sur nombre d'étapes de montagne pour son leader danois, notamment l'étape 5 où Vingegaard prend 53 secondes à Tadej Pogacar. Il le protège ensuite tout du long, et intègre même le top 10 du classement général au soir de la 14e étape, mais termine le Tour à la 12ème place en raison d'une violente chute lors de la 20ème étape, qu'il finit le visage en sang,.
Avec le Tour d'Espagne 2023, il prend le départ de son 3e grand tour de l'année. Membre d'une importante échappée qui relègue tous les favoris à presque trois minutes, il s'impose sur la 6e étape arrivant à l'observatoire de Javalambre, devant le Français Lenny Martinez qui endosse le maillot rouge. L'américain prend le maillot rouge de leader du classement général au jeune Français après l'étape 8, remportée par son coéquipier Primož Roglič. Il conserve sa tunique après le contre-la-montre de la 10e étape, domaine dans lequel il n'est pourtant pas considéré comme un spécialiste,. Lors de la 13e étape entre Formigal et le Tourmalet, l'américain termine deuxième à 30" de son coéquipier Jonas Vingegaard. Lors de la 16e étape entre Liencres Playa et Beres, remportée par son coéquipier Jonas Vingegaard, il apparaît en légère difficulté mais conserve toutefois la tête du classement général. Lors de la 17e étape arrivant au sommet de l'Angliru, il ne parvient pas à suivre le rythme imposé par ses coéquipiers mais retrouve des forces dans le final pour terminer à 19" de Primož Roglič et Jonas Vingegaard. Son coéquipier Danois revient alors à 8 secondes de la première place du classement général. Lors de la 18ème étape entre Pola de Allande et La cruz de Linares, l'Américain ne concède rien à ses adversaires directs. Il devient alors de facto leader de la formation néerlandaise, Primož Roglič et Jonas Vingegaard le protégeant dans l'ascension finale. Il conserve la tunique de leader du classement général jusqu'à Madrid, devenant le premier Américain à remporter un Grand Tour depuis Christopher Horner en 2013 sur le Tour d'Espagne. Il permet ainsi à son équipe, la Jumbo-Visma de remporter les trois grands Grands Tour dans la même saison après les succès de Primož Roglič sur le Tour d'Italie et de Jonas Vingegaard sur le Tour de France, ce qui constitue un record. Il est également le premier vainqueur de Grand tour ayant disputé les trois grands tours la même année depuis Gastone Nencini en 1957, ainsi que le premier de l'histoire à gagner au terme de ces trois grands tours. Cette victoire le propulse de la 115e à la 14e place du classement mondial UCI du 19 septembre 2023.
Après cette Vuelta victorieuse, il annonce mettre fin à sa saison, n'ayant participé au total qu'à cinq courses à étapes dont les trois grands tours et aucune course d'un jour. En décembre, sa formation annonce la prolongation de son contrat jusqu'en fin d'année 2027.

### Depuis 2024: de retour avec un rôle d'équipier
La première partie de la saison 2024 ne confirme pas les résultats engrangés lors de l'année 2023. Il participe au Tour de l'Algarve où il se classe 8e et 3e de son équipe derrière Jan Tratnik et Wout van Aert. Leader de son équipe, il participe ensuite au Tour de Catalogne avec une 13e place à son actif. Au Tour du Pays basque où chute lourdement son leader Jonas Vingegaard, il doit se contenter d'une 41e place mais remporte le classement de la montagne. Sans compétition pendant presque deux mois et absent sur le Giro, il reprend au Critérium du Dauphiné où il ne prend pas le départ de la dernière étape alors qu'il est classé à une décevante 38e place au classement général. Après avoir contracté le COVID-19, il n'est pas sélectionné pour le Tour de France. En août, il obtient le premier succès de la saison au Tour de Burgos en remportant en solitaire la 3e étape aux Lagunas de Neila et s'adjuge le classement général. De retour sur le Tour d'Espagne en tant que tenant du titre, il ne connait pas la même réussite et termine la course à la 14e place du classement général, à plus de 20 minutes de son ancien coéquipier Primož Roglič.
En début de saison 2025, il annonce vouloir courir le  Tour de France et le Tour d'Espagne.

## Vie privée
Sepp Kuss est domicilié en principauté d'Andorre avec son épouse espagnole Noemí Ferré, elle-même ancienne cycliste professionnelle,. Il devient père d'une petite Martina le 9 octobre 2024.

## Palmarès

### Par année
- 2014
  - 3e du championnat des États-Unis de cross-country espoirs
- 2015
  - Sunshine Hill Climb[38]
  - 2e du championnat des États-Unis de cross-country espoirs
- 2016
  - 2e étape de la Redlands Bicycle Classic
  - 2e étape du Tour de Beauce
- 2017
  - 1re étape de l'Iron Horse Classic
  - 2e du Tour d'Alberta
- 2018
  - Tour de l'Utah :
    - Classement général
    - 2e, 5e et 6e étapes

  - 2e de l'UCI America Tour
- 2019
  - 15e étape du Tour d'Espagne
- 2020
  - 5e étape du Critérium du Dauphiné
  - 10e du Critérium du Dauphiné
- 2021
  - 15e étape du Tour de France
  - 8e du Tour d'Espagne
- 2022
  - 1re étape du Tour d'Espagne (contre-la-montre par équipes)
  - 3e de la Classic de l'Ardèche
- 2023
  - UCI America Tour
  - Tour d'Espagne : 
    - Classement général
    - 6e étape

  - 5e du Tour des Émirats arabes unis
- 2024
  - Tour de Burgos : 
    - Classement général
    - 3e étape

### Résultats sur les grands tours

#### Tour de France
5 participations
- 2020 : 15e
- 2021 : 32e, vainqueur de la 15e étape
- 2022 : 17e
- 2023 : 12e
- 2025 : 17e

#### Tour d'Italie
2 participations
- 2019 : 56e
- 2023 : 14e

#### Tour d'Espagne
5 participations
- 2018 : 65e
- 2019 : 29e, vainqueur de la 15e étape
- 2020 : 16e
- 2021 : 8e
- 2022 : non partant (9e étape), vainqueur de la 1re étape (contre-la-montre par équipes)
- 2023 :  Vainqueur du classement général et de la 6e étape,  maillot rouge pendant 14 jours
- 2024 : 14e

### Classements mondiaux
| Année                                 | 2016  | 2017  | 2018 | 2019 | 2020 | 2021 | 2022 | 2023 | 2024 |
| ------------------------------------- | ----- | ----- | ---- | ---- | ---- | ---- | ---- | ---- | ---- |
| UCI World Tour                        | nc    | nc    | 335e |      |      |      |      |      |      |
| Classement mondial                    | 1711e | 319e  | 262e | 302e | 116e | 115e | 307e | 16e  | 168e |
| UCI Europe Tour                       | nc    | 1304e | nc   |      |      |      |      |      |      |
| UCI Asia Tour                         | nc    | nc    | 492e |      |      |      |      |      |      |
| UCI America Tour                      | 270e  | 8e    | 2e   | 28e  | 9e   | 9e   | 25e  | 1er  | 20e  |
|                                       |       |       |      |      |      |      |      |      |      |
| Légende : nc = non classéSource : UCI |       |       |      |      |      |      |      |      |      |